# Кардиналы-выборщики на Конклаве 1958 года
| Страна | Количество выборщиков |
| --- | --------------------- |
| Италия | 17                    |
| Франция | 6                     |
| Бразилия, Испания | 3                     |
| Аргентина, Германия, Канада, Соединённые Штаты Америки                                                                                             | 2                     |
| Австралия, Бельгия, Венгрия, Индия, Ирландия, Китай, Колумбия, Куба, Мозамбик, Польша, Португалия, Сирия, Советский Союз, Чили, Эквадор, Югославия | 1                     |

Следующие кардиналы-выборщики участвовали в Папском Конклаве 1958. Приводятся по географическим регионам (не языковыми группами, обычно используемыми во Вселенской Церкви), и в алфавитном порядке (неофициальный порядок предшествования, который не уместен на процедуре Конклава).
Только двое из этих пятидесяти трёх выборщиков, которым препятствовали их коммунистические правительства, не участвовали в Конклаве: кардинал Йожеф Миндсенти (ограничен американским посольством в Будапеште) и кардинал Алоизий Степинац (из-за домашнего ареста).
В Священной Коллегии кардиналов присутствовали следующие кардиналы-выборщики, назначенные:
- 13 — папой Пием XI;
- 40 — папой Пием XII.

## Римская Курия
1. Бенедетто Алоизи Мазелла, камерленго, префект Священной Конгрегации дисциплины таинств;
2. Валерио Валери, префект Священной Конгрегации религиозных институтов;
3. Никола Канали, великий пенитенциарий, кардинал-протодьякон, председатель Папской комиссии по делам государства-града Ватикана;
4. Марчелло Мимми, секретарь Священной Консисторской Конгрегации;
5. Альфредо Оттавиани, про-секретарь Верховной Священной Конгрегации Священной Канцелярии;
6. Джузеппе Пиццардо, секретарь Верховной Священной Конгрегации Священной Канцелярии, префект Священной Конгрегации семинарий и университетов;
7. Федерико Тедескини, Датарий Его Святейшества;
8. Эжен Тиссеран, декан Коллегии кардиналов, секретарь Священной конгрегации по делам Восточных Церквей;
9. Пьетро Фумасони Бьонди, префект Священной Конгрегации пропаганды веры;
10. Гаэтано Чиконьяни, префект Трибунала Апостольской Сигнатуры;
11. Пьетро Чириачи, префект Священной Конгрегации Собора.

## Европа

### Италия
1. Элиа Далла Коста, архиепископ Флоренции;
2. Джакомо Леркаро, архиепископ Болоньи;
3. Клементе Микара, генеральный викарий Рима, вице-декан Коллегии кардиналов;
4. Анджело Джузеппе Ронкалли, патриарх Венеции (был избран и выбрал имя Иоанн XXIII);
5. Эрнесто Руффини, архиепископ Палермо;
6. Джузеппе Сири, архиепископ Генуи.
7. Маурилио Фоссати, OSsCGN, архиепископ Турина.

### Франция
1. Жорж Грант, архиепископ-епископ Ле-Мана;
2. Пьер-Мари Жерлье, архиепископ Лиона;
3. Ашиль Льенар, епископ Лилля;
4. Клеман-Эмиль Рок, архиепископ Ренна;
5. Морис Фельтен, архиепископ Парижа.

### Испания
1. Бенхамин де Арриба-и-Кастро, архиепископ Таррагоны;
2. Фернандо Кирога-и-Паласиос, архиепископ Сантьяго-де-Компостелы;
3. Энрике Пла-и-Дениэль, архиепископ Толедо.

### Германия
1. Йозеф Вендель, архиепископ Мюнхена и Фрайзинга;
2. Йозеф Фрингс, архиепископ Кёльна.

### Бельгия
1. Йозеф-Эрнест ван Руй, архиепископ Мехелена.

### Венгрия
1. Йожеф Миндсенти, архиепископ Эстергома (отсутствовал).

### Ирландия
1. Джон Фрэнсис Д’Алтон, архиепископ Армы.

### Польша
1. Стефан Вышиньский, архиепископ Варшавы и Гнезно.

### Португалия
1. Мануэл Гонсалвиш Сережейра, патриарх Лиссабона.

### Советский Союз
1. Григорий-Пётр Агаджанян, патриарх Киликии Армян.

### Югославия
1. Алоизий Степинац, архиепископ Загреба (отсутствовал).

## Северная Америка

### Канада
1. Поль-Эмиль Леже, PSS, архиепископ Монреаля;
2. Джеймс Макгиган, архиепископ Торонто.

### США
1. Джеймс Макинтайр, архиепископ Лос-Анджелеса;
2. Фрэнсис Спеллман, архиепископ Нью-Йорка.

## Южная Америка

### Бразилия
1. Жайме де Баррош Камара, архиепископ Сан-Себастьян-до-Рио-де-Жанейро;
2. Карлуш Кармелу де Вашконшелош Мотта, архиепископ Сан-Паулу;
3. Аугусту Алвару да Силва, архиепископ Сан-Салвадора-да-Байя.

### Аргентина
1. Антонио Каджиано, епископ Росарио;
2. Сантьяго Копельо, архиепископ Буэнос-Айреса.

### Колумбия
1. Крисанто Луке Санчес, архиепископ Боготы.

### Куба
1. Мануэль Артега-и-Бетанкур, архиепископ Гаваны.

### Чили
1. Хосе Мария Каро Родригес, архиепископ Сантьяго.

### Эквадор
1. Карлос де ла Торре, архиепископ Кито.

## Азия

### Индия
1. Валериан Грасиас, архиепископ Бомбея.

### Китай
1. Фома Тянь Гэнсинь, SVD, архиепископ Пекина.

### Сирия
1. Игнатий Габриэль I Таппоуни, патриарх Антиохийский Сирийцев (кардинал Таппоуни родился в Мосуле, расположенный в современном Ираке).

## Африка

### Мозамбик
1. Теодозиу де Гувейя, архиепископ Лоренсу-Маркиш.

## Океания

### Австралия
1. Норман Гилрой, архиепископ Сиднея.